# Вопрос о существовании договорённости о нерасширении НАТО на восток
Вопрос о существовании договорённости о нерасширении НАТО в Восточную Европу — предмет спора и конфликта в отношениях России и НАТО, проистекает из различия в подходах и интерпретации сторонами договорённости, предположительно  достигнутой в некой форме между СССР/Россией и США в конце 1980-х — начале 1990-х. Согласно утверждениям российской стороны, сделанным впоследствии, такая договорённость имела место в устной форме и альянс своим расширением её нарушил; руководители же альянса утверждают, что такого обещания не давалось и что такое решение могло быть принято только в письменном виде. В научном сообществе мнения по поводу существования или отсутствия договорённости о нерасширении также расходятся. Одновременно НАТО всегда официально придерживалось принципа «открытых дверей» для новых членов НАТО.
Основная дискуссия относительно «гарантий нерасширения НАТО» связана с советско-американскими переговорами февраля 1990 года по объединению Германии во многом из-за «категоричности формулировок» звучавших тогда заверений, вместе с тем в контексте «нерасширения» могут рассматриваться и ряд заверений 1991 года, сделанных по его следам, а также заявления госсекретаря США Уоррена Кристофера на переговорах с российским президентом Борисом Ельциным в 1993 году.
Письменных гарантий о нерасширении НАТО в Восточную Европу Советский Союз не получал, как не получила их и постсоветская Российская Федерация; речь, таким образом, могла идти лишь о наличии/отсутствии и/или действенности неформальной договорённости. Требование «откатить» размещение военной инфраструктуры альянса к рубежам 1997 года (до расширений 1999 и 2004 годов) и юридически, путём подписания соответствующих договоров, исключить дальнейшее [по отношению к этим рубежам] продвижение альянса на восток было выдвинуто Россией в конце 2021 года, в контексте российско-украинского кризиса, но было отвергнуто альянсом как требовавшее изменения его основополагающих документов, а российско-украинский кризис в итоге перерос в широкомасштабные боевые действия России против Украины.

## Исторический контекст

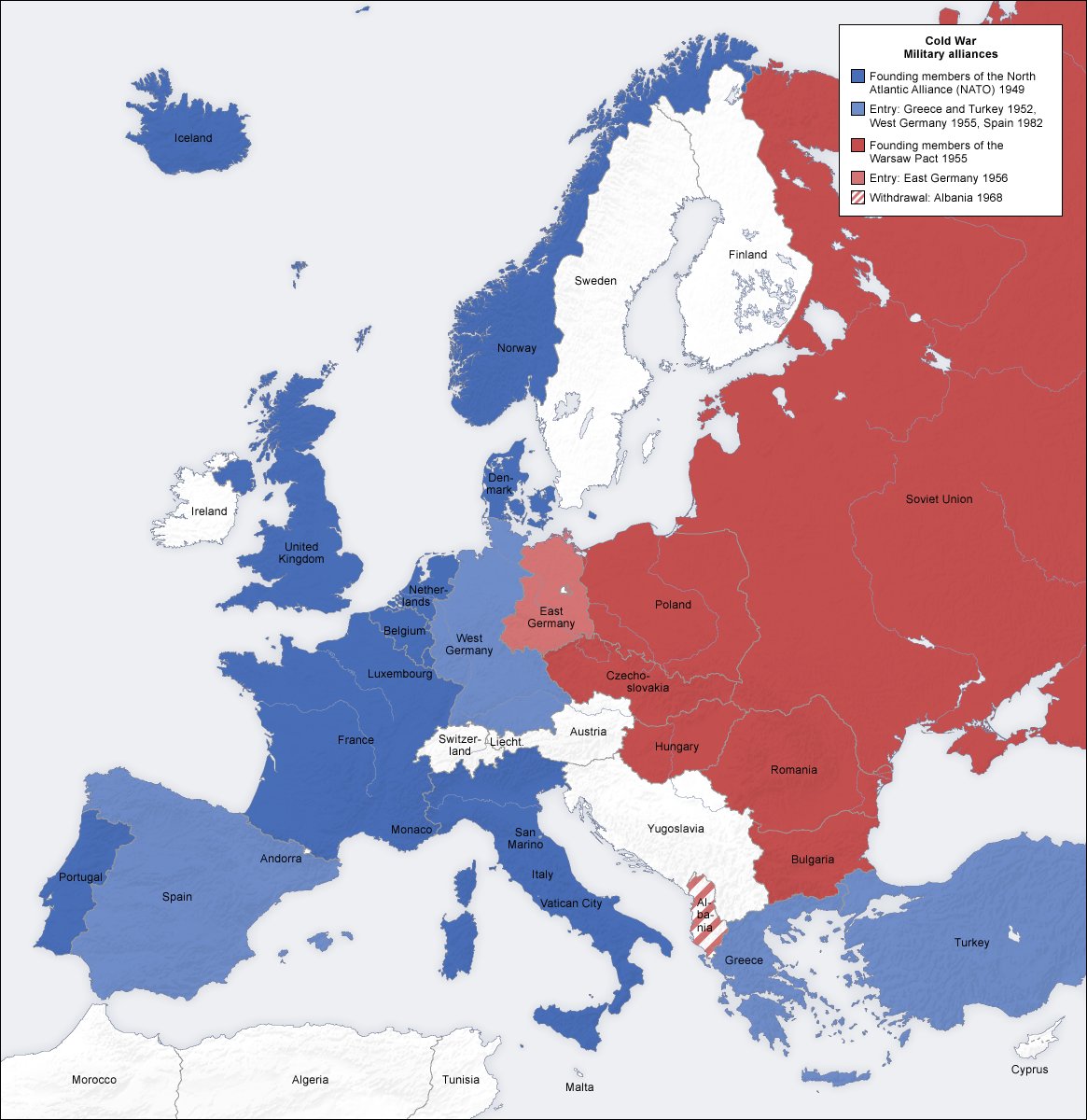
Военные блоки в Европе в 1968 году. Красным цветом - ОВД, синим - НАТО.

Предложение о нерасширении НАТО в восточном направлении, бывшее одним из способов взятия западными странами инициативы в вопросе объединения Германии и снижения возможности влияния СССР на этот процесс, имело своей основой положения речи министра иностранных дел ФРГ Ганса-Дитриха Геншера в Тутцинге, озвученной 31 января 1990 года. В ней министр, в числе прочего, призвал НАТО недвусмысленно заявить: «что бы ни происходило в странах Варшавского договора, расширения территории НАТО на восток, то есть ближе к границам Советского Союза, не будет». Выступление Геншера было подготовлено им без согласования с канцлером ФРГ Гельмутом Колем, которому он приходился политическим конкурентом в преддверии приближавшихся парламентских выборов и у которого он стремился «перехватить лавры объединителя Германии», вместе с тем его предложения вызвали интерес в среде руководства западных стран, которое начало рассматривать возможность добиться согласия СССР на объединение Германии в обмен на ограничение расширения НАТО. 2 февраля министр изложил свой план госсекретарю США Джеймсу Бейкеру, а 6 февраля — министру иностранных дел Великобритании Дугласу Хёрду. Геншер пояснил, что предложенное ограничение было бы применимо как для ГДР, так и для восточноевропейских стран. Через десять дней после выступления в Тутцинге, Геншер повторил свои слова в беседе с министром иностранных дел СССР Эдуардом Шеварднадзе: «Нам понятно, что членство в НАТО порождает сложные проблемы. Однако, одно нам ясно: НАТО не будет расширяться на восток». Ещё через два дня Геншер повторяет утверждение на пресс-конференции с Бейкером в Вашингтоне: «Как я сказал, у НАТО нет намерений по расширению на восток».
Американско-западногерманская позиция стала основой на переговорах 7—10 февраля 1990 года с СССР, явившихся ключевыми в последовавшем годы спустя споре о существовании договорённости. В ходе указанных переговоров представители США и Западной Германии неоднократно связывали объединение Германии с ограничением расширения НАТО. Так, 9 февраля 1990 года на встрече с Эдуардом Шеварднадзе Джеймс Бейкер заявлял, что США стремятся к объединённой Германии, которая останется «прочно привязанной к НАТО», обещая вместе с тем «железные гарантии того, что юрисдикция или силы НАТО не будут продвигаться на восток». Позднее в тот же день на встрече с президентом СССР Михаилом Горбачёвым он признал, что «Советскому Союзу и другим европейским странам важно иметь гарантии того, что если Соединённые Штаты будут сохранять в рамках НАТО своё присутствие в Германии, то не произойдёт распространения юрисдикции или военного присутствия НАТО ни на один дюйм в восточном направлении», и, кроме того, спросил у Горбачёва, предпочтёт ли он объединённую Германию «вне НАТО, полностью самостоятельную, без американских войск, или объединённую Германию, сохраняющую связи с НАТО, но при гарантии того, что юрисдикция или войска НАТО не будут распространяться на восток от нынешней линии». Когда Горбачёв ответил, что «расширение зоны НАТО является неприемлемым», Бейкер согласился с этим. Глава советского государства в ответ заявил Бейкеру, что «многое в том, что вы сказали, представляется реалистичным» и призвал «думать над этим». Бейкер на состоявшейся в тот же день пресс-конференции в Москве обнародовал получившийся обмен, сказав, что США предложили для смягчения озабоченностей «тех, кто восточнее Германии» (т.е., прежде всего, Советского Союза) не допустить расширения сил НАТО в восточном направлении, и заявил, что объединение Германии, согласно позиции США, вряд ли возможно без «определённых гарантий безопасности» в отношении продвижения сил или юридсикции НАТО на восток. Позднее, в своём пресс-выпуске от 13 февраля, разосланном в посольства, Госдепартамент США указал, что «госсекретарь дал понять, что США поддерживают объединённую Германию в НАТО, но готовы обеспечить, что военное присутствие НАТО не будет расширяться далее на восток».
Заверениям Бейкера вторил и ряд других должностных лиц. Так, 9 февраля 1990 года аналогичную гарантию (объединённая Германия, «связанная с НАТО» но при условии что «войска НАТО не пойдут на восток дальше, чем они располагаются») предлагал заместитель советника президента США по национальной безопасности Роберт Гейтс в своём разговоре с главой КГБ СССР Владимиром Крючковым, причём он охарактеризовал это как «впечатляющее предложение»; это позволяло говорить о более широкой поддержке такового, нежели это утверждается в ряде работ, и конфликтует с последующими утверждениями о «спекулятивном» характере заявлений. 10 февраля 1990 года состоялись переговоры между советской и западногерманской сторонами, на которых заверения о нерасширении НАТО давали канцлер ФРГ Коль и министр иностранных дел ФРГ Геншер, заверивший Шеварднадзе, что «членство в НАТО объединённой Германии поднимает ряд сложных вопросов. Для нас, однако, одно ясно совершенно точно: НАТО не будет распространяться на восток. А, так как отсутствие экспансии НАТО определено, то это справедливо в общем случае». По итогам переговоров с Колем советское руководство дало добро на создание валютного союза ГДР и ФРГ, ставшего первым шагом к объединению Германии. А 13 февраля 1990 года на конференции в Оттаве советское руководство согласилось на американские предложения по переговорам в формате «2+4» о решении вопросов безопасности в связи с объединением Германии, причём, как утверждается в дневнике помощника Шеварднадзе, журналиста Теймураза Мамаладзе, за день до этого Бейкер заверил Шеварднадзе, что «если объединённая Германия останется в НАТО, то надо будет позаботиться о нерасширении его юрисдикции на Восток».
Между тем, пока Бейкер и Гейтс обсуждали с советским руководством «обещание о нерасширении», его содержание встретило и критику в американском руководстве, поскольку оно могло толковаться и как оставляющее Восточную Германию вне гарантий безопасности НАТО. 9 февраля президент США Джордж Буш-старший направил Гельмуту Колю письмо с целью прояснить позицию США, в котором компонентом присутствия объединённой Германии в НАТО предполагался «особый военный статус» бывшей ГДР (правда тот, между письмами Бейкера, сообщавшего о своём разговоре с Горбачёвым и «нерасширении зоны НАТО», и Буша выбрал первое, стремясь добиться нужного ему результата в виде согласия СССР на объединение Германии, и заверял главу советского государства о нерасширении НАТО — см. выше). На саммите в Кэмп-Дэвиде руководители США и ФРГ согласовали свои позиции по предложениям советской стороне: бывшей ГДР предполагалось предоставить «особый военный статус», при котором вся Германия будет считаться членом НАТО и подпадать под гарантии коллективной безопасности блока, альянс будет иметь «юрисдикцию» над территорией бывшей ГДР, даже если там не будут размещены военные структуры НАТО.
В то же время во время встречи 31 мая 1990 года Горбачёв прямо поддержал предложенную Джорджем Бушем формулировку совместного публичного заявления: «Соединенные Штаты недвусмысленно поддерживают членство объединенной Германии в НАТО; однако, если Германия сделает иной выбор, мы не будем его оспаривать, мы будем его уважать».
Между выдвижением «особого статуса» и подписанием договора об урегулировании (весна—осень 1990), западные руководители активно «обнадёживали» СССР: расчёт, как утверждается, шёл на то, что тот одобрит объединение Германии и её членство в НАТО, если оно будет «достаточно подслащено» в вопросе коллективной безопасности, в частности, снабжено «надлежащими заверениями» об учёте советских нужд в сфере безопасности. Декларировалось, в частности, что американские предложения по объединению Германии, «преобразованию» НАТО (смещение акцента организации с военной роли на политическую) и усилению роли ОБСЕ «не породят победителей и проигравших», а «создадут новую инклюзивную европейскую структуру», что политика США не направлена ни на получение «односторонних преимуществ», ни на отрыв Восточной Европы от Советского Союза и что США стремятся, чтобы СССР был интегрирован в «новую Европу», схожие направления прослеживались и в принятой июле 1990 года «Лондонской декларации о преобразованном Североатлантическом союзе». Декларации США и НАТО нашли определённый отклик в советском руководстве, которое в середине июля 1990 года одобрило объединение Германии на началах «особого военного статуса» бывшей ГДР. Соответствующие положения стали основой для Договора об окончательном урегулировании в отношении Германии.
Существует мнение, что в ходе переговоров об объединении Германии произошло существенное изменение позиции (в частности, в связи с вышеупомянутым вопросом о проблемном толковании, потенциально оставлявшем Восточную Германию вне НАТО), «перечеркнувшее» заверения января — начала февраля 1990 года и закрывшие для советского руководства возможность зафиксировать их. С другой стороны, высказывается утверждение, что переговоры строились таким образом, чтобы руководство СССР считало ранние заверения сохраняющими силу — в частности, таким образом могли пониматься высказывания американской дипломатии о «неотрыве» Восточной Европы от СССР (см. выше), а также критикуется и возможность односторонним изменением позиции аннулировать прежние «обязательства».
С тезисом о «смене позиции» (как и о территориальной ограниченности заверений только бывшей ГДР, а не Варшавским блоком) плохо стыкуется и тот факт, что уже много после подписания договора «как минимум некоторые на Западе» считали заверения о нерасширении сохраняющими силу. Так, на прошедшей 6 марта 1991 года четырёхсторонней встрече политических директоров МИД ФРГ, Британии, США и Франции германский представитель заявил, что «на переговорах 2+4 мы ясно дали понять, что НАТО не расширится за Эльбу[sic]», а потому «мы не можем предлагать» Польше и другим странам в этом регионе членство в НАТО. Как утверждается в дневнике сэра Родрика Брейтвейта, британского посла в СССР и России в 1988—1992 годах, премьер-министр Великобритании Джон Мейджор лично заверил Горбачёва, что «мы не говорим об усилении НАТО», а отвечая на вопрос министра обороны СССР Дмитрия Язова об интересе восточноевропейских стран в членстве в альянсе британский премьер заявил, что «ничего подобного не случится».
Заверения относительно нераспространения НАТО на восток также были даны президенту России Борису Ельцину. Так, 22 октября 1993 года новый госсекретарь США Уоррен Кристофер рассказал президенту о программе НАТО «Партнёрство во имя мира», предназначенной для военного сотрудничества с государствами, не входящими в альянс. Ельцин, исходя из слов Кристофера, посчитал, что НАТО отказалось от планов расширения на восток и решило включить в программу все страны Восточной Европы и СНГ, а не включить в свой состав только некоторые из них. Кристофер впоследствии утверждал, что Ельцин его неправильно понял, и партнёрство вовсе не исключало дальнейшего присоединения2001, однако некоторые американские эксперты, основываясь на стенограмме встречи, считают, что госсекретарь сознательно ввёл Ельцина в заблуждение, упомянув возможное членство лишь мельком и под конец разговора. По оценке Джеймса Голдгейера, несмотря на меньшее рассмотрение в публичном дискурсе политиков и исследователей, именно заверения 1993 года, а не 1990 года, внесли куда больший вклад в формирование у российских властей представления об обмане со стороны НАТО/США.

## Сила и статус заверений
Основной вопрос в контексте предполагаемых гарантий нерасширения НАТО на восток есть вопрос о том, могут ли заверения февраля 1990 года быть формой обязательства. Противники утверждения о договорённости рассматривают заявления 1990 года как дипломатический манёвр Запада с целью «прощупать» позицию советского руководства и, как позднее выразился Геншер, «помочь ему преодолеть препятствие» к объединению Германии, а не как обязывающую договорённость. В этой связи подчёркивается, что Советский Союз «не смог» получить письменных гарантий о нерасширении НАТО, утверждается, что США с ФРГ лишь «кратко намекнули», что таковое «может быть предметом переговоров» (Шарот), что «если отсутствуют юридические обещания о будущем членстве и размерах НАТО, то нет ничего, что могло бы рассматриваться как „нарушенное“» (Шпор), а основной упор делается на Договоре об окончательном урегулировании в отношении Германии, положения которого не содержат норм, касающихся территорий за пределами Германии.
Сторонники утверждений о наличии договорённости, в свою очередь, полагают, что неформальные договорённости имеют значение в мировой политике. Так, Джошуа Шифринсон пишет, что аналитики давно принимают, что государства не нуждаются в формальных соглашениях при определении ожиданий будущих политических действий, а также ссылается на высказывания госсекретаря США Джона Керри, признавшего что даже «юридически необязательные» соглашения составляют необходимый инструмент международной политики и на практику Холодной войны, когда неформальные договорённости между СССР и США определили контуры системы европейской безопасности (1950-е и 1960-е), а во время Карибского кризиса 1962 года сыграли значительную роль в предотвращении ядерной войны между СССР и США. Сергей Радченко не согласился с оценкой Шифринсона. По его мнению, устные договоренности не имеют юридической силы, а международные договоры не только должны подписываться, но и ратифицироваться. Он отмечал также, что Михаил Горбачёв не противился вхождению объединённой Германии в НАТО, что говорит против наличия договоренностей. Сам Горбачёв в интервью «Российской газете» и её зарубежным приложениям утверждая, что «вопрос о „расширении НАТО“ в те годы вообще не обсуждался и не возникал», вместе с тем назвал расширение НАТО на восток «нарушением духа тех заявлений и заверений, которые нам давались в 1990 году».

## Гарант договорённостей
В связи с вопросом о существовании договорённости поднимается и проблема субъекта, который имел право давать гарантии от имени НАТО. Cам альянс в своих заявлениях подчёркивает, что принцип открытых дверей зафиксирован в учредительном договоре НАТО и никогда не менялся, а решение об этом может быть принято только путём консенсуса всех стран-членов блока (то есть не в форме «единоличной „гарантии“» кого-либо). Мэри-Элис Шарот пишет, что советское руководство «можно простить» за то, что оно исходило из «руководящих позиций» США и ФРГ в альянсе и что таковой их характер подтверждается рядом документальных свидетельств; Горбачёв, следовательно, имел «разумные основания» полагать, что если доверенный представитель США делает заявления о будущем НАТО, повторённые в скором времени и главой западногерманского государства, то эти заявления имеют вес. Отмечая, что решения США, СССР и Западной Германии о будущем альянса потребовали бы согласия самого альянса, она вместе с тем пишет, что «в политическом климате 1990 года обеспечить таковое было бы возможно». Шифринсон также пишет, что с учётом «доминирования США в НАТО и их гипертрофированного влияния на объединение Германии» понимание американской политической линии того времени является ключевым в вопросе о существовании договорённостей о нерасширении НАТО.

## Объём обсуждавшихся гарантий
Другим спорным вопросом является объём предполагаемых гарантий: относились ли сделанные в феврале 1990 года заверения только к ГДР (Восточной Германии) или же и к Восточной Европе. Сторонники утверждения о договорённости, ссылаясь на разъяснения идей Геншера о нерасширении, данные им западным дипломатам (см. выше), а также на «обычное значение» понятия восточного направления, рассматривают заверения о нерасширении как касающиеся Восточной Европы, тогда как их оппоненты рассматривают вопрос «восточного направления» исключительно в рамках сказанного непосредственно на советско-западных переговорах, которые, по их утверждению, касались только Восточной Германии и не затрагивали судьбу восточноевропейских стран. Михаил Горбачёв и Эдуард Шеварднадзе также утверждали, что вопрос о расширении НАТО в Восточную Европу «в те годы вообще не обсуждался и не возникал», поскольку ещё существовал Варшавский договор.
Аналогичный вопрос поднимается и в связи со сделанным 17 мая 1990 года заявлением генерального секретаря НАТО Манфреда Вёрнера что «сам факт, что мы готовы не размещать войска НАТО за пределами территории ФРГ даёт Советскому Союзу твердые гарантии безопасности»: российские власти ссылаются на него как на гарантию нерасширения НАТО за пределы Германии, тогда как оппоненты такой трактовки пишут, что заявление было сделано в контексте обсуждения размещения войск на территории ГДР, а не стран за её пределами.
На переговорах 1993 года, в отличие от переговоров 1990 года по объединению Германии, речь шла недвусмысленно про бывший Варшавский блок и постсоветское пространство; в этом случае, однако, проблема «объёма гарантий» имеет другую природу: российский президент (но не присутствовавший на переговорах министр иностранных дел Козырев), по всей видимости, не заметил оговорку про то, что вопрос членства новых стран «может встать в долгосрочной перспективе» (или, иными словами, речь шла не о принципиальном отказе от приёма новых членов, а лишь о том, что таковой может быть осуществлён в более отдалённом будущем).
Как утверждали представители НАТО и США, вопрос об ограничениях по вступлению в НАТО стран Восточной Европы не мог быть поднят в принципе по причине того, что это ограничение противоречило бы «праву на свободное определение государствами способов определения собственной безопасности» (признанному Заключительным актом СБСЕ 1975 года, а также «лежащему в основе» Договора об окончательном урегулировании в отношении Германии и подтверждённому рядом последующих актов, подписанных в том числе и представителями СССР и России — в частности, Парижской хартией 1990 года, декларацией Будапештского саммита ОБСЕ 1994 года и некоторыми другими). Как заявляли в 1996 году представители США, право СССР на обсуждение и установление «параметров безопасности» в связи с объединением Германии, «по существу ограничившее её суверенитет», вытекало из установленных по итогам Второй мировой войны верховных прав четырёх держав-победительниц (СССР, США, Великобритании и Франции) в отношении Германии и «не установило прецедента для российского надзора за другими государствами Центральной и Восточной Европы».